# Reginn

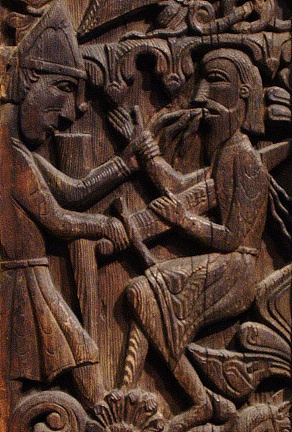
Sigurd tötet Reginn; Portal der Stabkirche Hylestad, 2. Hälfte des 12. Jahrhunderts (?)

Reginn (altnordisch für „der Mächtige“), eingedeutscht auch Regin, ist ein Zwerg in der nordischen Mythologie, Sohn Hreidmars sowie Bruder des Drachen Fafnir und des Otters Otur. Seine Geschichte wird insbesondere in den eddischen Schriften der Liederedda (Codex Regius) in der Reginsmál und Fáfnismál ('Sigurðarkviða Fáfnisbana Önnur') sowie im Skáldskaparmál 62 der Prosa-Edda erzählt. Er erscheint auch in der Aufzählung der Zwerge im Dvergatal der Völuspá.
Reginn gilt als Ziehvater von Sigurd, der nordischen Variante  Siegfried des Drachentöters. Ebenso kunstfertig wie boshaft schmiedet er für seinen Ziehsohn das Drachentöterschwert Gram ‚Grimm‘ und stiftet ihn dazu an, Fafnir zu erschlagen. Danach schneidet er das Herz mit seinem Schwert Ridil aus dem Körper des toten Bruders. Anschließend lässt er sich von Sigurd das Herz des Drachen (Lindwurms) braten, um es zu verspeisen. Sigurd aber kostet selbst vom Herzen, wodurch er die Sprache der Vögel versteht und von diesen erfährt, dass Reginn ihn hintergehen will. Daraufhin tötet Sigurd den Zwerg.